# Whittieria pilosigena
Whittieria pilosigena är en stekelart som beskrevs av Girault 1938. Whittieria pilosigena ingår i släktet Whittieria och familjen sköldlussteklar. Inga underarter finns listade i Catalogue of Life.